# Metrópoli Gijón
Metrópoli es un festival de música que se celebra de manera anual a finales del mes de junio y principios del mes de julio en el recinto ferial de la ciudad asturiana de Gijón, en el norte de España. Su primera edición fue en el año 2014 y desde entonces ha ido ganando protagonismo dentro de la escena nacional, siendo uno de los referentes del verano en Asturias y contando con la presencia de múltiples artistas nacionales e internacionales.

## Historia
Con el auge de los festivales musicales en el panorama veraniego en España surge en 2014 la idea de celebrar un gran evento en Gijón que complemente la programación festiva de la ciudad que ya contaba con la semana negra, el Gijón Life, las fiestas pratronales y eventos como el EuroYeyé. Se celebra así entre el 27 de junio y el 8 de julio de dicho año la primera edición del festival en el recinto ferial, ubicación en la que se han desarrollado todas las ediciones hasta la fecha, excepto las dos ediciones condicionadas por el covid que se celebraron en la Plaza de toros. La primera edición fue un éxito, atrayendo a 107 000 espectadores.
El año siguiente se incorporaron al festival nuevos elementos como una Comic-Con, múltiples conferencias con autores, zona de videojuegos o maquetas que con el paso de los años se han ido consolidando y ampliando, incorporando desfiles y numerosos actos fandom o zona de food-trucks y superandose los 200 000 asistentes en las siguientes ediciones, con un crecimiento continuado.
Tras el creciente éxito cosechado en las primeras ediciones los creadores del festival se propusieron en 2017 imitar el formato del mismo en otras localizaciones a nivel nacional y se produjeron entre los años 2017 y 2019 sendas ediciones navideñas que complementaron al festival.
Con la pandemia el festival fue celebrado en un formato más reducido con controles de aforo, pero tras finalizar las restricciones asociadas a la misma se recuperó el formato previo, contando en las ediciones de 2022 y 2023 con grandes artistas del panorama urbano nacional e internacional y brindando igualmente la oportunidad a pequeños grupos locales o regionales para darse a conocer y superando la barrera de los 400 000 asistentes.